# John Babcock
John Henry Foster "Jack" Babcock (23 de julio de 1900-18 de febrero de 2010) era, a la edad de 109 años, el último veterano superviviente del ejército canadiense que había servido en la Primera Guerra Mundial. Después de la muerte de Harry Patch, era el veterano superviviente más viejo del conflicto. Babcock intentó unirse a el ejército a sus quince años de edad, pero fue rechazado y enviado a trabajar a Halifax hasta que fue colocado en el Batallón de Soldados Jóvenes en agosto de 1917. Babcock fue transferido al Reino Unido, lugar en donde continuó su entrenamiento hasta el fin de la guerra.